# 重太みゆき
重田 みゆき（しげた みゆき、1968年2月16日）国連が海外招聘するアジアを代表するインプレッションマスター 美有姫（みゆき／メイヨウジー）別名MEIYOUJI、印象評論家、カリスマ講演家、印象行動学者・大学教授、インプレッショントレーナー、発明家、TikToker 、歌手、アメリカ合衆国ニューヨーク州ベスト・オブ・マンハッタン、アジアメジャーKOLキーオピオニオンリーダー、抖音四天王、印象顧問、TEDスピーカー、AI MIYUKIMANモデルデータ人物、みやぎ観光PR大使、いしのまき観光大使。Smile Donation・Tip Donation発明者。Happionaire、ハピオネア発案・提唱者。M.snow Productions Violet 所属。一般財団法人スマイル財団創設者。公益財団法人日本水泳連盟 評議員。
モテ仕草の考案者としてもバラエティ番組などに出演。TikTokではタレント・クリエイターとして、男と女、老若男女を細かく演じ分けるモテ仕草演技でも知られる。
TikTokで考案した、#モテ仕草は、重田みゆき本人の模倣をするスタイルでの投稿や、パロディが急増し、若年層を中心に流行となり、TikTokのmemeの主要コンテンツとして半年で8億回再生を超えるトレンドとなった。これがきっかけとなり、中国のTikTokである抖音などにも進出、重田の印象教育映像パロディが中国国内でも急激に広がった。一度投稿されると、数日で50万人以上が重田に突っ込みコメントするほどの盛り上がりになっており、 2021年夏には、美有姬モノマネが中国国内のトレンドランキングで１位になった。
また2024年2月1日の投稿では、1投稿が数時間のうちに1,000万回再生を突破し、2日間で5,000万回再生を超え、50万件以上のコメントがついている。抖音では、抖音四天王または、古代の神である上古真神との愛称もつけられている。アジアでの通称は「美有姬または、みゆき先生（MIYUKI SENSEI）」。
2024年6月27日、国連開発計画（UNDP）により、中国四川省成都市にある国連ビルにて行われたカンファレンス「Re:Think2024」に唯一のスペシャルゲストとして招聘、世界で活躍する女性起業家・大学教授・SNSクリエーターとして特別講演を行った。
2024年12月14日、TED×ICU「Main Event “MILESTONE”」メインスピーカー。建築家の隈研吾、CNNのモンゴメリー花子などと登壇、基調講演。
2025年1月22日、自身が発明した寄付管理サーバ＜社会貢献SNS＞システムで特許を取得した。（特許番号：第7624189号）これはスマイルドネーション・チップドネーションシステムとも呼ばれる。

## 人物
- 東京都荒川区生まれ、埼玉県草加市育ち。
- 血液型はAB型。
- 実家は小さな鉄工所。
- 大学時代はアウトドアに明け暮れ、男性に間違われるほど活発だった。
- 趣味は旅行・乗馬・書道・墨彩画・料理・フラワーデザイン・キックボクシング。
- 2014年にデビューしたキューティシャンSORA（16歳でネイリスト技能検定最年少１級合格）は次女。
- 2014年8月20日に「姓を『重田』から『重太』に変更した」と発表。理由を「字画的に田んぼの『田』だと今後も苦労が多いがドラえもんの【のび太】の【太】にすると人気が出るとアドバイスされた。」としている[3]。
- 2019年2月16日にAI alpha113により登場したAI MIYUKIMANのモデル人物。
- 2019年12月スマイルドネーション（TM）として発案した寄付手法で「首里城復興」支援、先駆けて日本の支援事業担う一般財団法人スマイル財団を創設。
- 2021年9月15日にフジテレビ系列の「突然ですが占ってもいいですか？」に出演。琉球風水志のシウマに「夢（本人によると笑顔で世界平和）を叶えたければ名前を変えた方がいい」との助言を受け、現在アジア各国でタレント名として使用している『美有姫』への改名を決意し、番組内で改名（大学での教授活動においては『重田みゆき』で活動）、Twitterにおいても発表した。

## 来歴
獨協大学3年の時にキャビンアテンダントを目指す事を決意し、独自の印象力アップトレーニングを始め、卒業後に念願のJAL国際線キャビンアテンダントとなるが、病気で退職。
一時は専業主婦として子育てをしながら暮らすが、夢を諦めずにグループ会社のJALウェイズに再就職。接客姿勢のレベルの高さから年間接客MVPであるグッドパフォーマンス賞を受賞する。この時に印象行動学の基となるトレーニングを体系化する。
その後は丸ノ内ホテルに勤務、マネジメントを担当したVIPラウンジの売上を半年間で100倍に上げ、1年半で社長室室長に抜擢され、国賓級のVIPケアを担当。
現在、日本初のインプレッショントレーナーとして、国内外で活躍。
2012年7月18日 『M.snow 』(M.snow Japan)でCDデビュー。CDに収録されている2曲、『Missin'You』は彼女の女性らしさを前面に出した清涼感のある曲に、『J.NAMIDA』は、逆に男性らしさを感じさせる力強いエネルギッシュな楽曲となっている。
2015年2月11日放送のホンマでっか!?TV『モテ仕草ランキング』で「腰ドン」を発表。このキーワードは、インターネット検索ランキングで1位となり、壁ドンに続く話題の単語となった。
2015年8月1日 これまでまとめた技術や思想を体系化した「印象道」を創始。家元制度を取り入れた。全国にいるスマイルトレーナー438名。印象道の門下生をとり始めた。
2015年11月3日 次女・SORAとともに、銀座二丁目に、自身初のネイルファッションブランド【SKYNAIL（スカイネイル）】(R)のオープン計画を発表。別名で「重太みゆき倶楽部」という会員制倶楽部に
2016年2月みやぎ観光PR大使に就任
2016年2月16日「日本印象行動学会」を設立
2016年4月 亜細亜大学経営学部ホスピタリティ・マネジメント学科（専門分野：印象行動学）教授に就任。
2016年6月一般社団法人日本印象行動学会代表理事就任。同月、M.snow New York,Inc.『2016 Best of Manhattan Awards』受賞。
2017年3月『2017 Best of Manhattan Awards』再び受賞し、同時に『Manhattan Business Hall of Fame（マンハッタン ビジネス殿堂入り）』企業受賞。
2018年4月『2018 Best of Manhattan Awards』３年連続受賞し、『Manhattan Business Hall of Fame ＜Elite Group＞ （マンハッタン エリート・ビジネス殿堂入り）』企業受賞。
2018年5月 『王様のブランチ』で自身監修の開発商品である『美姿勢まくら』をブランチショッピングで販売スタート、印象行動学をもとに商品開発にも携わる。
2019年2月 IBM Watson のAIシステムである MIYUKIMANが登場した。重太みゆきのコピーAI。
2019年4月17日 宮城県石巻市初の観光大使、いしのまき観光大使に就任。
2019年5月1日 令和開始に合わせて、芸能プロダクションM.snow Productions Violet 旗揚げ。
2019年10月13日 新しい寄付文化のかたちをつくる笑顔寄付(TM)、スマイルドネーション(TM)を発案展開スタート。チップを寄付にするというチップドネーション(TM)の先駆けとなる。
2019年12月27日 一般財団法人スマイル財団設立。
2020年3月4日 東京2020オリンピック・パラリンピック「エスコートキッズ」三井不動産CMイメージキャラクターに起用。
2020年3月27日 日本赤十字社の活動支援を行う、スマイルドネーション（TM）プロジェクトでスマイル財団が支援締結。
2023年7月 日本水泳連盟の評議員として就任。
2025年1月 寄付サーバで特許取得。

## 実績

### 印象行動学の第一人者
- インプレッショントレーナー
  - 現在、日本初のインプレッショントレーナーとして、大臣クラスの政治家や一般企業などを相手に、年間250回以上の印象アップ術の講演・研修トレーニングを行う。
  - 国際的にもインプレッショントレーナーとして、アジアを中心に現地で活躍し、中国では上海万博、モンゴルではTavan Bogd Group（現地のトヨタ、TOTO、ケンタッキー、ピザハット、LOCCITANEなど）、モンゴル最大のハーン銀行への印象教育や、日本のおもてなし研修でも実績がある。
  - 2013年には当時メダルから完全に遠のいていた、シンクロ日本代表マーメイドJAPAN復活への印象教育、メンタルトレーニングを担当し活躍。シンクロ復活の起爆剤となる。(テレビ朝日Get Sport！特集)こののちマーメイドJAPANは、世界水泳2015で銅メダル奪還。2016年リオデジャネイロオリンピックでは、チーム、デュエットともに銅メダルを見事奪還。2008年北京オリンピック以来2大会ぶりの五輪メダルとなった。
  - 2020年には、東京2020オリンピック・パラリンピック「エスコートキッズ」三井不動産CMイメージキャラクターに起用された。
  - 2023年7月、公益財団法人日本水泳連盟の評議員に就任した。
  - バラエティ番組では「モテ仕草術」の印象評論家としても知られる。

### 独自考案のトレーニング
- IMPRESSIONTRAINING（インプレッショントレーニング）、SMILETRAINING（スマイルトレーニング）、SUCCESSCALLING（サクセスコーリング）を開発し、外見と内面を鍛えるトレーニングを行っている。
- 「重太みゆきスマイルプロジェクト」という笑顔プロジェクトを2014年からスタートし、業界に問わず笑顔トレーナー(SMILETRAINER)の育成活動を開始しており、独自の笑顔プログラムであるSMILETRAININGを広めている。日本記念日協会によると１０月１３日は「スマイルトレーニングの日」として重太みゆきが制定者として公式登録されている。
- 「Happionaire :ハピオネア」という「幸せの新しい概念」を提唱している。日本赤十字社支援を行うスマイルドネーションと、個人支援を行うチップドネーションの最初の発案者でもある。

### 大学教授として
- 亜細亜大学経営学部ホスピタリティ・マネジメント学科教授
- 専門分野は印象行動学
- カリスマ講師として活躍している
- ホスピタリティマネジメントとして世界で初めての社会貢献SNSを研究・特許権ももつ。

### その他の肩書・実績
- 日本の印象道の開祖（家元）。みやぎ観光PR大使。いしのまき観光大使。株式会社エムスノージャパン・代表取締役インプレッションマスター。ネイルファッションブランド SKYNAIL（スカイネイル）創業者。美姿勢まくら開発者。一般社団法人 日本印象行動学会 代表理事。一般財団法人スマイル財団 代表理事。アメリカニューヨークM.snow New York,Inc.社のExecutive Vice President。

アメリカ企業が選ばれるTraining Center部門で『2016 Best of Manhattan Awards』受賞。2017年3月2日『2017 Best of Manhattan Awards』受賞と同時に、『Manhattan Business Hall of Fame（マンハッタン ビジネス殿堂入り）』企業受賞。2018年も引き続き同連続受賞となる。スマイル財団設立者。本人考案ブランドの証明として「Ⓜ︎」と語尾に記号を記すことがある（重太みゆきⓂ︎）。

## TVCM出演
- 東京2020オリンピック・パラリンピック「エスコートキッズ」（三井不動産）

## 著書
- お客様を惹きつける気づかいの習慣３６（三笠書房）
- 重太みゆき先生、教えてください！（パルコ）
- 一瞬で選ばれる女になる！魔法のしぐさ （主婦の友社）
- 伝説の気づかい（三笠書房）
- 印象力で夢をかなえる。（三笠書房）
- 一瞬の出会いでチャンスをつかんでいる人の顔グセの法則（ダイヤモンド社）
- 絶対合格!キャビンアテンダント（ダイヤモンド社）
- 人は0.5秒で選ばれる!―チャンスが20倍増える、印象力の磨き方（ダイヤモンド社）